# The Founder
The Founder (El fundador en España y Hambre de poder en México y América) es una película estadounidense película histórica-biográfica de 2016. Dirigida por John Lee Hancock y por Robert D. Siegel, cuenta la historia de Ray Kroc y su adquisición de la cadena de comida rápida McDonald's. Michael Keaton hace el papel de Kroc y Laura Dern el de su esposa Ethel Fleming. El reparto también incluye a Nick Offerman y John Carroll Lynch como los hermanos Richard y Maurice McDonald, los fundadores del restaurante original. En los Estados Unidos,  la cinta se estrenó el 20 de enero de 2017.

## Argumento
Es la crónica de la expansión del imperio gastronómico McDonald's. Hambre de poder cuenta la historia real de un vendedor de Illinois, llamado Ray Kroc, que se reúne con los hermanos Dick y Mac McDonald, quienes operan un exitoso restaurante de comida rápida en el sur de California a mediados de la década de 1950.
Su producción se concentra en hamburguesas, patatas fritas y malteadas, lo cual les permite brindar buena calidad, precios económicos y servicio rápido. Kroc despliega una sutil maniobra para ir haciéndose con el control de la compañía, tras comprársela a los hermanos McDonald en 1961 por 2,7 millones de dólares.
En 1954, Ray Kroc es un vendedor fracasado pero perseverante de batidoras "Prince Castle" que permiten la elaboración de seis batidos simultáneamente (y un sinfín de objetos inútiles). Cuenta con el apoyo de su esposa, Ethel, y a sus cincuenta y dos años ha ahorrado suficiente para vivir con comodidad y sencillez, aunque sigue manteniendo aspiraciones. Después de enterarse de que un restaurante de San Bernardino ha encargado un número desacostumbrado de batidoras, Ray viaja hasta California para comprobarlo. Encuentra un establecimiento muy popular, propiedad de los hermanos McDonald, gestionado por ellos mismos, que ofrece servicio rápido, comida de alta calidad en envases desechables, y que goza de una numerosa clientela de tipo familiar. 
Ray se reúne con los dos hermanos, Richard "Dick" McDonald y Maurice "Mac" McDonald. Visita las cocinas y toma nota de trabajo de los empleados. Dick explica que la comida de alta calidad y el servicio rápido como un "rayo", son la columna vertebral de su cena. Ray lleva a los hermanos a cenar y ellos le cuentan la historia del origen de McDonald's, así como el sistema de servicio de comida llamado "Speedy System". Al día siguiente, Ray sugiere a los hermanos poner franquicias del restaurante y descubre que ya habían intentado hacerlo, pero sólo encontraron propietarios ausentes y estándares inconsistentes, lo que finalmente llevó al fracaso de las franquicias. Ray persiste y finalmente convence a los hermanos para que le permitan dirigir sus esfuerzos de expansión, y ellos aceptan con la condición de que él firme un contrato que requiere la aprobación de cualquier cambio.
Inicialmente, Ray intenta atraer a los inversionistas ricos para abrir franquicias, pero encuentra la misma mala ética de gestión que condenó los esfuerzos de la franquicia original. Se da cuenta de que la mejor manera de expandirse es otorgar franquicias a los inversionistas de clase media, que quizá serán más eficaces y estarán más dispuestos a seguir la fórmula de McDonald's. Esto demuestra la manera de ser exitoso, y comienzan a abrirse nuevas franquicias en el medio oeste en las que Ray se presenta como el creador de McDonald's. Durante este tiempo, Ray conoce a Rollie Smith, propietario de un restaurante interesado en Minnesota que desea invertir, y a su esposa, Joan, por quien Ray se siente atraído.
A pesar de su éxito, Ray comienza a encontrar dificultades financieras, ya que su participación en los beneficios de la franquicia es limitada debido a su contrato, y el hecho de que los propietarios están encontrando costos más altos de lo esperado, particularmente para la refrigeración de grandes cantidades de helado para malteadas. Joan sugiere una malteada en polvo a Ray como una manera de evitar estos costos, pero los hermanos se niegan a comprometer la calidad de su comida. Con sus deudas en aumento, Ray va nuevamente a su banco para intentar renegociar su préstamo, pero el banco se niega debido a que no tiene una garantía y suficientes ganancias para pedir más dinero. 
Afortunadamente, Harry Sonneborn (un consultor financiero de Tastee Freeze) escucha la conversación y se ofrece a ayudar a Ray revisando sus libros de impuestos y gastos. Al hacer esto se da cuenta de los problemas financieros y contractuales que Ray tiene con los hermanos y le explica que su enfoque no es el negocio de las hamburguesas, sino el de los bienes raíces. Esto le dará la oportunidad real de obtener ganancias al vender los terrenos a los franquiciatarios, y le generará un flujo de ingresos continuo y constante, del que también obtendrá influencia sobre sus inversionistas y, sobre todo, el control sobre los franquiciatarios, los terrenos y sobre todo, los hermanos McDonald. Ray incorpora una nueva empresa llamada "Franchise Realty Corporation" y junto con Harry atrae a nuevos inversores a la empresa de bienes raíces, lo que le permite expandirse en otros estados y abrir nuevos locales en Estados Unidos y resolver a mediano plazo sus deudas y otros problemas financieros. 
Dick y Mac se dan cuenta de lo que Ray está queriendo hacer con su nueva empresa y le exigen que se detenga. Pero Ray menciona que ellos no tienen derecho a detenerlo, ya que su compañía no es parte de McDonald's y debido a ello, no viola los términos y condiciones del contrato, estipulado que los hermanos tienen control absoluto sobre lo que pase dentro de los restaurantes, no afuera de los mismos, dándole a saber indirectamente a Dick y a Mac que va a comprar todos los terrenos de McDonald's. Con su nueva confianza, Ray comienza a desafiar cada vez más a los hermanos McDonald y a eludir su autoridad legalmente, incluyendo el suministro de malteadas en polvo a todos los franquiciatarios, llevándolo a constantes discusiones con los hermanos sobre la visión de McDonalds. Ray se divorcia de su esposa, Ethel, a quien da todos sus bienes menos cualquier participación en las acciones de McDonald's y visita a su abogado para encontrar la manera de deshacerse del estricto contrato que firmó con los hermanos. 
Finalmente, Ray renombra su compañía como The McDonald's Corporation. Después envía una carta a Dick y Mac con un nuevo sabor de malteada en polvo, el cual traía el nombre de McDonald's en el membrete y los arcos dorados diseñados por Dick. Al ver esto, Dick llama a Ray para cuestionar por qué se autodeclara a sí mismo como el dueño de todo McDonald's, pero Mac se empieza a impacientar por la situación, le arrebata el teléfono a Dick y empieza a gritarle a Ray mencionando que no es su compañía, que ellos inventaron el "Speedy System" y que no ha  contribuido a nada más que a robarles su éxito, pero Ray menciona que ha contribuido con el concepto de ganar y ha hecho más trabajo que cualquiera de ellos dos y comparte su visión de negocios de no quedarse sentado como un buen campesino y que no hay lugar en los negocios para gente como ellos; también menciona que los negocios son guerras y que, como en cualquier guerra, tienes que destruir a la competencia, y le pregunta a Mac si es capaz de hacer eso. Mac le responde que no podría hacerlo y no se atrevería a hacerlo. Con esa respuesta Ray se burla de Mac mencionando que esa es la razón por la cual sólo tienen un restaurante. Debido a estos comentarios, Mac se enfada todavía más y le dan un ultimátum a Ray, diciéndole que él y Dick lo quieren fuera de McDonald's, y amenazan con demandarlo si es necesario, pero Ray les explica que, aunque son bastante capaces de hacerlo e inclusive tienen buenas oportunidades de ganar la demanda, no pueden darse ese lujo debido a que no podrían costear los gastos de todo el proceso legal. También les informa que, a pesar de haber inventado algo nuevo en la industria, se conformaron con ser un par de "malditos" locales con un solo restaurante, mientras que él se aventuró a expandir la franquicia a nivel nacional (específicamente 17 estados). Esta revelación no sólo le hace ver a Mac lo grande y poderoso que se ha vuelto Ray, sino también hace que caiga en un coma diabético y sea internado en el hospital, y se entera por su médico que sus riñones están funcionando al 50 por ciento y que corre el riesgo de una insuficiencia renal si bajan más de ese porcentaje. 
Días después Ray los visita en el hospital y les entrega un cheque en blanco para resolver su problema hasta que Mac se recupere. Sabiendo que nunca podrán vencer a Ray legalmente, los hermanos acceden a vender McDonald's por 2.7 millones de dólares (1.35 millones cada uno), con la condición de mantener el derecho de propiedad del restaurante original en San Bernardino y 1% de ganancias perpetuas a futuro (regalías). Esto molesta a Ray por la cantidad elevada de dinero exigida y todavía más por no poder hacerse con el restaurante original. Harry le explica que, a pesar de intentar persuadir a sus abogados, no es negociable lo que han exigido. Al momento de las negociaciones Ray accede a todo menos a incluir las regalías en el acuerdo y ofrece en cambio un acuerdo de apretón de manos. Dick y Mac dudan al principio si aceptarlo o no, pero al no poder contar con otra garantía se dan el apretón de manos y prosiguen a firmar el acuerdo. Cada uno recibirá 1.35 millones de dólares y la propiedad de San Bernardino pero con un muy mal sabor de boca, sabiendo que han perdido lo que han trabajado por muchos años. 
Después de la firma del acuerdo, en el baño Dick le pregunta a Ray por qué tuvo que apoderarse de su negocio, cuando pudo haber robado fácilmente su idea y haberla recreado bajo su propia imagen. Ray le explica que aunque hubiese copiado sus ideas y hubiese abierto su propio restaurante usando sus ideas no hubiera sido exitoso ya que se dio cuenta de que hubo muchos antes que él, quienes también vieron el sistema de los hermanos y abrieron sus propios restaurantes en un intento por copiarlos, pero Ray se dio cuenta de algo de lo que incluso Dick y Mac nunca se dieron cuenta: todos carecen de esa cosa que hace que McDonald's sea especial, algo que no sólo radica en el sistema de servicio que ellos inventaron, sino también el nombre de McDonald's en sí, un nombre atractivo y bello y que representa todo lo que es "América", a diferencia de su propio apellido que suena rudo, eslavo y poco atractivo. Ray también menciona que cualquier persona llamada McDonald nunca sufrirá en la vida. Dick se ríe debido a que ese no es su caso y el de su hermano, pero Ray le dice que él también salió ganando, pues tiene un cheque de 1.35 millones de dólares en el bolsillo. Después de este comentario se queda callado por unos segundos, y procede a despedirse. Antes de irse, Dick le dice que "si no puedes vencerlos, cómpralos", dándole a entender que entendió el punto de vista que Ray tuvo en todo momento. Ray confiesa que desde que vio McDonald's por primera vez fue amor a primera vista y supo ahí mismo que tenía que volverlo suyo y ahora lo tiene. Dick le dice que no es suyo, pero Ray le pregunta si está seguro de eso (sabiendo que todo lo que tiene que ver con McDonald's es ahora de su propiedad) y se vuelve a despedir de Dick para no volverlo a ver nunca más.
Días después el abogado de Ray visita a los hermanos, recordándoles que por las negociaciones hechas con Ray ya no tienen el derecho de llamar su restaurante McDonald's o cualquier derivado de este, y que se verán obligados a sacar su nombre del restaurante original. Dick y Mac contemplan los cambios con tristeza, pero Mac alienta a Dick y ambos se abrazan. Después Ray abre un restaurante directamente al otro lado de la calle del restaurante original como venganza por no haber recibido los derechos de la propiedad. 
La película se cierra en 1970 cuando Ray prepara un discurso en su lujosa mansión junto a su nueva esposa, Joan, en el que se alaba por su éxito como "El Fundador" de la cadena de restaurantes McDonald's. En el epílogo se revela que la gente cercana de Ray obtuvo puestos prominentes en la compañía y que el McDonal'ss de Ray dejó en quiebra varios años después al local de los hermanos, el cual rebautizaron como "The Big M". También se da a saber que nunca se les pagaron sus regalías debido a la imposibilidad de probar su apretón de manos con Ray. Estas regalías hoy en día ascenderían a más de 100 millones de dólares por año. Y por último se nos cuenta que McDonald's volvió a poner helado en sus malteadas.

## Reparto
- Michael Keaton como Ray Kroc.
- Nick Offerman como Richard "Dick" McDonald.
- John Carroll Lynch como Maurice "Mac" McDonald.
- Linda Cardellini como Joan Smith.
- Patrick Wilson como Rollie Smith.
- B. J. Novak como Harry J. Sonneborn.
- Laura Dern como Ethel Fleming.
- Justin Randell Brooke como Fred Turner.
- Kate Kneeland como June Martino.
- Ric Reitz como Will Davis.
- Wilbur Fitzgerald como Jerry Cullen.

## Producción
El guion de El fundador, clasificado como el mejor guion no producido, según Deadline.com, fue escrito por Robert D. Siegel. La película se desarrollaría en la misma línea que There Will Be Blood y The Social Network. En diciembre de 2014, John Lee Hancock fue contratado para dirigirla.
En febrero de 2015, Michael Keaton fue confirmado para el papel de Ray Kroc. Laura Dern, en tanto, se unió a la película el 11 de mayo de 2015, para encarnar a Ethel Fleming, la esposa de Kroc, de quien se divorció en 1961.

## Filmación
El rodaje de la película comenzó en Newnan, Georgia el 1 de junio de 2015. Un viejo estilo de juego de McDonald's con los arcos de oro fue construido en el centro de Douglasville, Georgia, en junio de 2015, para el rodaje.

## Estreno
El 2 de marzo de 2015, The Weinstein Company pagó $ 7 millones por los derechos de distribución de la película. El 26 de marzo de 2015, El Fundador estaba preparado para noviembre del año 2015 ante la liberación por parte  The Weinstein Company. En marzo de 2016, la película fue empujada hasta el 5 de agosto de 2016.